# 저우관위
저우관위(중국어 간체자: 周冠宇, 병음: Zhōu Guànyǔ, 한자음: 주관우, 1999년 5월 30일 ~ )는 중국의 레이싱 드라이버이다. 저우관위는 포뮬러 원에 정식 드라이버로 참가하는 최초의 중국인 드라이버로, 2024년 현재 스테이크 F1 팀 킥 자우버 소속이다. 2019년부터 2021년까지 유니-비르투오지 레이싱 팀 소속으로 FIA 포뮬러 2 챔피언십에 출전했으며, 2021년 포뮬러 2 챔피언십 3위를 차지했다.
알핀 아카데미 출신으로 2020년과 2021년 르노 F1 팀과 알핀 F1 팀의 테스트 드라이버로 활동했다. 2014년부터 2018년까지 페라리 드라이버 아카데미에 있었으며, 2018년 포뮬러 E DS 테치타 팀의 개발 드라이버로 활동했다.